# Brug 488
Brug 488 is een vaste brug in Amsterdam-Noord.
De brug is een combinatie van twee viaducten en bruggen. Het geheel is gelegen in het Coentunnelcircuit / Cornelis Douwesweg. Het viaductgedeelte overspant de Meteorenweg, het brug-gedeelte voert over een parallel daaraan lopende afwateringstocht, de Westertocht, die hier in een betonnen bak stroomt. Alle drie de wegen maken deel uit van de verkeerssystemen die vanuit Amsterdam-Noord leidden naar de Coentunnel en omgekeerd.
Het kunstwerk is grotendeels van beton met metalen leuningelementen. Op de overspanning dienen de balusters van de leuning tevens voor de ophanging van de geleiderails. Op maaiveldniveau dient de leuning als scheiding tussen voetpad en genoemde waterstroom. Het bouwwerk is uitgevoerd in de standaardkleuren van Amsterdam uit die tijd, wit en blauw. Midden in de overspanning staan de brugpijlers, die echter ook midden op het onderliggende voetpad staan.
Het ontwerp is afkomstig van Rijkswaterstaat, dat meerdere kunstwerken ontwierp in de aanloop van wat veel later de Ringweg Amsterdam / Rijksweg 10 zou worden. De gemeente Amsterdam nam in 1967 het beheer over. In 1972 werden aan de Meteorenweg zogenaamde doorrijhoogteportalen (schrikportalen / hoogtebegrenzers) geplaatst om te voorkomen dat bestel- en vrachtauto's de kruisende viaducten, die slechts op 2,8 meter boven de rijweg van de Meteorenweg liggen, beschadigen.
Veel later kreeg het bruggenstelsel aan de westzijde gezelschap van een (ongenummerde) houten fietsbrug.

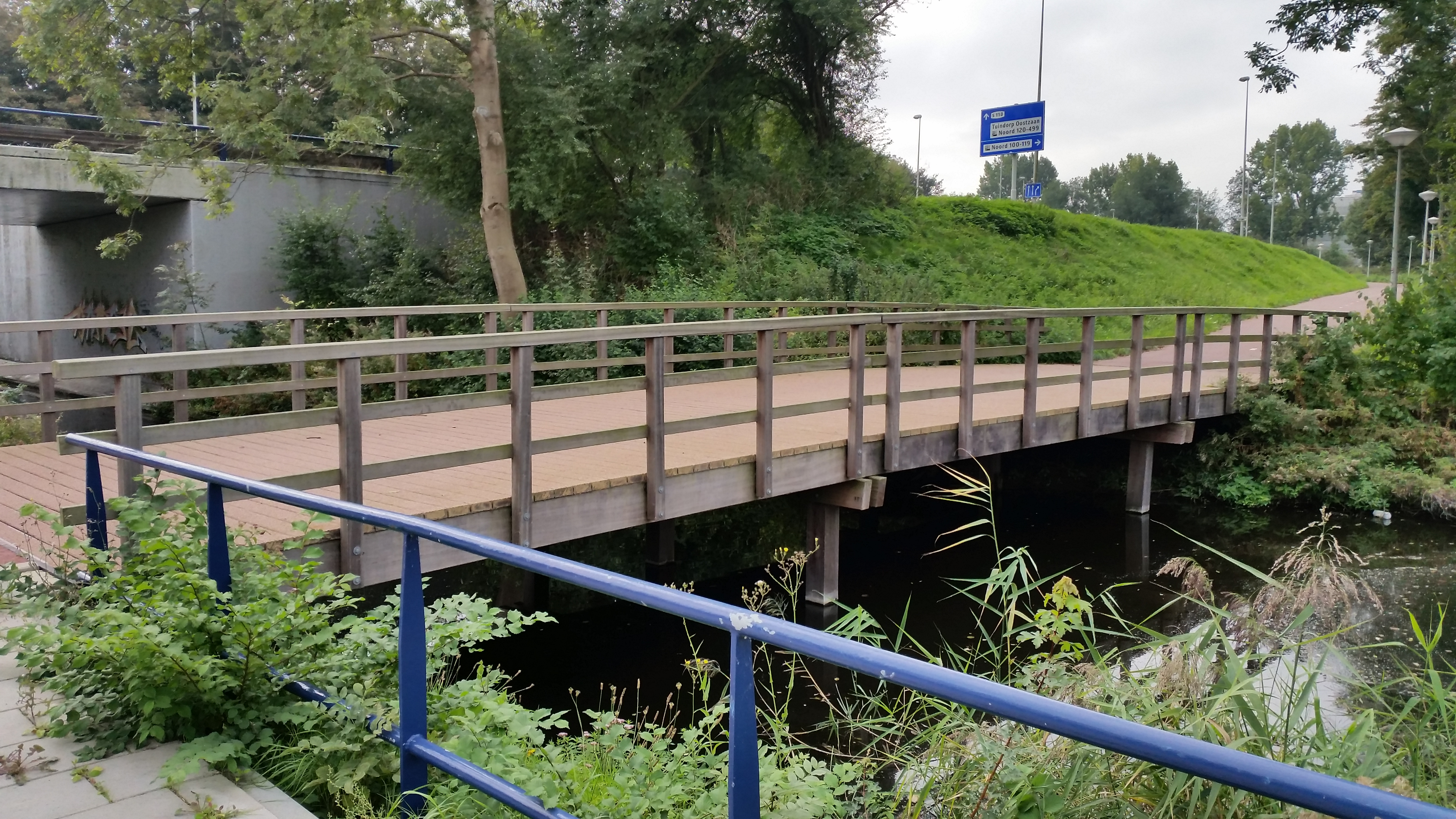
Ongenummerde fietsbrug nabij brug 488

<<< · 400 · 401 · 402 · 403 · 404 · 405 · 406 · 407 · 408 · 409 · 410 · 411 · 413 · 414 · 415 · 416 · 417 · 418 · 419 · 420 · 421 · 422 · 423 · 424 · 425 · 427 · 429 · 430 · 431 · 432 · 433 · 434 · 435 · 436 · 437 · 438 · 439 · 440 · 441 · 442 · 443 · 444 · 445 · 446 · 447 · 448 · 449 · 450 · 451 · 452 · 453 · 454 · 455 · 456 · 457 · 458 · 459 · 460 · 461 · 462 · 463 · 464 · 465 · 466 · 469 · 470 · 471 · 472 · 473 · 474 · 475 · 476 · 478 · 479 · 480 · 482 · 483 · 485 · 486 · 487 · 488 · 489 · 490 · 491 · 492 · 493 · 494 · 495 · 496 · 497 · 499 · >>>
Brugnummers 412, 426, 428, 467, 468, 477, 481, 484 en 498 zijn niet (meer) vergeven.